# 張奇柱
張奇柱，直隸肃宁县人，明末清初政治人物。
崇祯元年（1628年）戊辰科进士，历官刑部員外郎，明亡降清，顺治二年（1645年），升任陕西布政使司参议、河西道。